# Rebévelier
Rebévelier är en ort och kommun i distriktet Jura bernois i kantonen Bern, Schweiz. Kommunen har 34 invånare (2023).
Kommunen har en tyskspråkig majoritet (66% år 2000) och en franskspråkig minoritet (33%).